# Franz Anton Bawyr von Frankenberg
Franz Anton Bawyr von Frankenberg (auch: von Frankenberg ohne Bawyr oder Baur von Frankenberg) (* 1668; † 25. März 1735) aus dem Adelsgeschlecht der Herren von Buer war kurpfälzischer Rat, bergischer Amtmann zu Löwenberg/Lülsdorf, Generalfeldmarschall, kurpfälzischer Generalleutnant sowie Interimsgouverneur von Düsseldorf und Gouverneur der Festung Jülich.

## Herkunft
Franz Antons Vater war der jülich-bergische Hofkammerrat, Oberst der Kavallerie, bergischer Amtmann zu Löwenberg/Lülsdorf und pfalz-neuburgischer Amtmann zu Burg Landsberg in der Pfalz Johann Friedrich Bawyr von Frankenberg (* um 1636, † 1689); seine Mutter dessen erste Ehefrau Anna Maria Katharina von Weichs (urkundl. 1661–1665, † 1672).
Franz Anton hatte mindestens fünf Voll- und weitere sechs Halbgeschwister aus der zweiten Ehe des Vaters. Unter seinen Geschwistern waren auch Friedrich Ferdinand Bawyr von Frankenberg, bergischer Pfennigmeister und Generalleutnant der Kavallerie, und Maria Sophia Bawyr von Frankenberg, Äbtissin St. Cäcilien zu Köln.

## Leben & Karriere
Im Spanischen Erbfolgekrieg (1701–1714) half Franz Anton pfälzische Hilfstruppen in Italien zu befehligen. Wohl aufgrund dieses Einsatzes wurde Franz Anton 1713 zusammen mit seinem Bruder Friedrich Ferdinand der Grafentitel verliehen. Nur zwei Jahre später ernannte man ihn zum General-Kriegs-Commissarius und Kommandanten der gesamten Kavallerie.
1720 übernahm Franz Anton die Position des Amtmanns zu Löwenburg/Lülsdorf. Zuvor hatten bereits sein älterer Bruder Friedrich Ferdinand und davor sein Vater Johann Friedrich die Position inne. Zu der Zeit als Bruder Friedrich Ferdinand Amtmann in Löwenburg war, war Franz Anton dort Adjunctus.
Nach dem kinderlosen Tod seines älteren Bruders Friedrich Ferdinand im Jahr 1726 gingen dessen Besitzungen auf Franz Anton über. Zum Erbe gehörten insbesondere die landtagfähigen Rittersitze Böckum, Rommeljans und Hohenholz mit den jeweils anklebigen Gütern. Als Folge erscheint Franz Anton ab diesem Zeitpunkt als Mitglied der Jülich’schen Landstände (1730).
Von 1726 bis 1733 erscheint Franz Anton als Interimsgouverneur zu Düsseldorf. Während dieser Zeit (1731) erfolgte seine Ernennung zum Generalfeldmarschall. Im Anschluss wurde er Gouverneur der Festung Jülich und zwei Jahre später (1735) zum Generalleutnant befördert. In demselben Jahr verstarb Franz Anton unverheiratet und kinderlos im Alter von 66 Jahren. Als er in der Nacht vom 25. auf den 26. März 1735 an einem Schlaganfall starb, war er nicht nur Gouverneur zu Jülich, sondern auch kurpfälzischer Geheimer Rat und Obrist einer Garde zu Pferd.